# Японская антарктическая исследовательская экспедиция
Япо́нская антаркти́ческая иссле́довательская экспеди́ция (яп. 南極地域観測隊 Нанкёку тиики кансоку-тай) (англ. Japanese Antarctic Research Expedition, JARE) — японская исследовательская группа, которая регулярно (впервые в 1957 году, затем в 1968—1977 годы и позднее) отправляется в Антарктиду для изучения особенностей местной экосистемы, климата, небесных явлений, геологических характеристик и т. д.

## Общая информация
Исследовательская антарктическая группа использует ледокол, принадлежащий морским силам самообороны Японии, который, как правило, покидает страну (Токийский порт) 14 ноября. В конце ноября группа прилетает на самолёте в Австралию, пересаживается на корабль и отправляется в сторону антарктической станции Сёва. Прибытие к берегу острова Ист-Онгуль обычно происходит в конце декабря — начале января. Станция Сёва используется в качестве основного опорного пункта для дальнейших исследований. Первого февраля новоприбывшая группа сменяет зимовочную исследовательскую группу предыдущего года. Летняя команда, которая не собирается оставаться на зимовку, возвращается в Японию с зимовочной исследовательской группой предыдущего года. После прибытия ледокола осуществляется плановая разгрузка необходимых для одногодичной зимовки припасов, оборудования, топлива и т. д. и дальнейшая их транспортировка до антарктической базы. Таким образом, пополнение запасов на базе Сёва происходит один раз в год во время пересменки исследовательских групп. Зимовочная команда прошлого года перед отправлением в Японию также производит погрузку на корабль всех отходов и мусора, накопившегося на базе в течение прошедшего года, для последующей утилизации. В тех же самых целях производится демонтаж вышедших из строя снегоходов на детали и их погрузка на корабль. Постоянное население базы Сёва составляет примерно 60 человек, хотя может меняться от года к году. Зимовочная исследовательская группа составляет чуть более половины населения станции, как правило, около 40 человек.
Возвращение корабля антарктической миссии приходится обычно на середину апреля. Члены исследовательской группы сходят с корабля в Австралии, а потом добираются на самолёте до Японии. Выход и возвращение ледокола в порт очень часто транслируется в СМИ. Поскольку в южном полушарии январь приходится на лето, то условия для навигации благоприятные. Именно поэтому пересменка исследовательских антарктических групп осуществляется в этот промежуток времени практически без изменений, начиная с самой первой отправленной антарктической экспедиции.

## Условия приёма
Большую часть членов экспедиции составляют в первую очередь работники и исследователи, числящиеся в Национальном институте полярных исследований Японии. Также в рамках командировочных программ принять участие в экспедиции могут государственные служащие и работники коммерческих организаций.
Первая женщина приняла участие в программе экспедиции в 1987 году в составе летней команды во время работы 29-й исследовательской группы. Впервые в 1997 году две женщины были приняты в состав зимовочной группы во время работы 39-й исследовательской группы. Наибольшее количество участников экспедиции женского пола (7 человек) зарегистрировано в 2006 году в составе 48-й исследовательской группы. Стоит также отметить, что поскольку медицинское обслуживание базы Сёва не предполагает возможности ведения беременности и принятия родов, то беременные не могут принять участие в антарктической программе. Именно поэтому перед тем, как ледокол отправляется обратно в Японию, участники программы женского пола должны пройти тест на беременность. В случае положительного результата они обязаны сесть на корабль и досрочно выйти из состава экспедиции.

## Зимовочная антарктическая группа
Зимовочная антарктическая группа — это команда полярников в составе общей исследовательской группы, которая проводит научные наблюдения в течение полного года. Вся экспедиция чётко делится на т. н. «зимнюю» и «летнюю» команду, члены которых никогда не смешиваются и не заменяют друг друга. Обычно командир зимовочной команды по совместительству выполняет обязанности заместителя начальника всей исследовательской группы.
«Зимняя» команда в течение года проводит исследования, проживая на базе Сёва и на летней наблюдательной базе «Купол Фудзи» (яп. ドームふじ).
Также в качестве предварительного испытания кандидаты на участие в экспедиции в составе зимовочной команды должны пройти комплекс тренировок на горе Норикура в марте и на высокогорье Сугадайра в июле.

## Условия жизни
На первых порах обустройства антарктической базы условия жизни для участников экспедиций оставались тяжелыми, однако на настоящий момент они практически не отличаются от японских стандартов проживания. Хотя остаётся ряд нетипичных для Японии особенностей: на одного участника экспедиции приходится норма жилой площади, равная 13 м² (4 татами в японской традиционной системе счёта) в отдельной комнате; душевые и туалет — общего пользования. Для повышения удобства проживания в пол установлена система обогрева. Телефонная аппаратура общего пользования располагается в контрольном центре связи. Оплата за её использование покрывается индивидуально каждым участником экспедиции. Также есть бар, в котором посменно должны работать все участники группы. Обеспечение базы готовой еды производится под контролем участников команды, имеющих действующее разрешение на приготовление пищи в общественных местах; эти участники также выполняют данные обязанности на посменной основе. Несмотря на то, что благодаря прогрессу в технологиях охлаждения продуктов была решена проблема недостаточного продовольственного разнообразия на антарктической базе, до сих пор обеспечение участников экспедиции достаточным количеством свежих овощей и фруктов во второй половине года остаётся проблематичным.
Обычным явлением повседневной жизни участников антарктических миссий остаётся ситуация, при которой они самостоятельно решают все бытовые вопросы. Также каждый полярник, как правило, имеет целый ряд обязанностей, связанных с обеспечением повседневного комфорта проживания на базе.
Однако в качестве исключения во время работы 9-й и 15-й исследовательских групп функции повара на антарктической базе выполнял Косакаи Хидэо (яп. 小堺秀男, основной род занятия — повар-сушист) — отец известного японского комика Косакаи Кадзуки (яп. 小堺一機), который на тот момент был учащимся младших классов. Благодаря своему лёгкому и жизнерадостному характеру Хидэо удалось достаточно легко приспособиться к ритму жизни на антарктической базе и влиться в коллектив.
Из-за того, что в Антарктиде отсутствуют возбудители ОРВИ, участники экспедиции не могут подхватить простуду даже при самых низких температурах. Однако, чтобы исключить возможность попадания патогенных бактерий и вирусных возбудителей на базу извне, участники экспедиции перед отправлением на базу проходят в Японии комплексное медицинское обследование и профилактическое лечение вплоть до устранения кариеса, лечения грибка стопы и т. д.
Также в качестве меры по защите от низких температур многие участники антарктической экспедиции отращивают бороду. Многие также заранее полностью сбривают волосы на голове, чтобы они не мешали во время работы на станции вплоть до самого отправления домой.

## История
- В 1955 году во время Международного геофизического года (МГГ) Япония выразила намерение участвовать в полярных исследованиях, однако натолкнулась на негативную реакцию со стороны правительств некоторых государств — членов антарктического комитета МГГ вследствие послевоенных антияпонских настроений и была признана страной, «не отвечающей соответствующим требованиям». Японское правительство в качестве контраргумента привело в пример достижения и успехи известного японского полярного путешественника Сирасэ Нобу и его команды, доказывающие достаточную компетентность и опытность Японии для принятия участия в антарктических исследованиях. Однако было уточнено, что Япония не признаётся страной, «отвечающей соответствующим требованиям для полноценного возвращения в мировое сообщество». В конце концов, благодаря поддержке СССР и США японская сторона получила разрешение на участие в научной программе антарктических исследований МГГ.
- По причине того, что на момент проведения МГГ Норвегия не обладала достаточными ресурсами для проведения полномасштабных антарктических исследований, она уступила Японии остров Ист-Онгуль, на который предъявляла ранее территориальные претензии. На острове была основана японская антарктическая база Сёва, которую изначально планировали ликвидировать с окончанием срока МГГ. Однако в дальнейшем срок эксплуатации базы было решено продлить. На настоящий момент база Сёва продолжает функционировать.
- В качестве первого исследовательского судна для японской антарктической экспедиции был использован ледокол «Соя» (яп. 宗谷). Его эксплуатация продолжалась в период с 1957 по 1962 гг. В дальнейшем для экспедиций использовались следующие ледоколы: «Фудзи» (яп. ふじ, 1985—1983 гг.), «Сирасэ» (яп. 初代しらせ, 1983—2008 гг.), «Сирасэ» второго поколения (яп. しらせ・2代目, 2008 — н.в.).
- В 1956 году благодаря командиру экспедиции Нагата Такэси был сформирован т. н. Антарктический исследовательский корпус (53 человека), который впоследствии был переименован в Первую японскую антарктическую исследовательскую экспедицию. На настоящий момент (2016 г.) действует 57-я по счёту японская антарктическая экспедиция[3]. Обычно каждая экспедиция состоит примерно из 60 человек, 40 из которых составляют т. н. «зимнюю» команду.
- В 1959 году был подписан договор об Антарктике 12 государствами — первоначальными участниками. Япония подписала договор в 1961 году к моменту вступления его в силу.
- В 1961 году 6-я экспедиция перед возвращением в Японию законсервировала базу Сёва, так как изначально не было планов по зимовке.
- С 1962 по 1964 год Япония не отправляла антарктические экспедиции.
- Начиная с 1965 года с начала работы 7-й экспедиции Япония без перерывов ежегодно отправляла последующие экспедиции на базу Сёва с обязательной зимовкой.
- В 1968 году руководитель 9-й японской антарктической экспедиции Мураяма Масаёси, выполнявший также обязанности руководителя «зимней» команды исследователей, стал первым японцем, который достиг южного полюса.
- С февраля 1986 по январь 2000 г. японская антарктическая экспедиция участвовала в международной исследовательской программе BIOTAS (англ. Biological Investigation of Terrestrial Antarctic Systems) по изучению антарктической экосистемы, флоры, фауны и т. д., проводя научные наблюдения около базы Сёва на территориях, свободных ото льда[4].
- В 2007 году была выпущена юбилейная монета номиналом в 500 йен «В честь 50-летия Японской антарктической экспедиции»[5].

## Таро и Дзиро

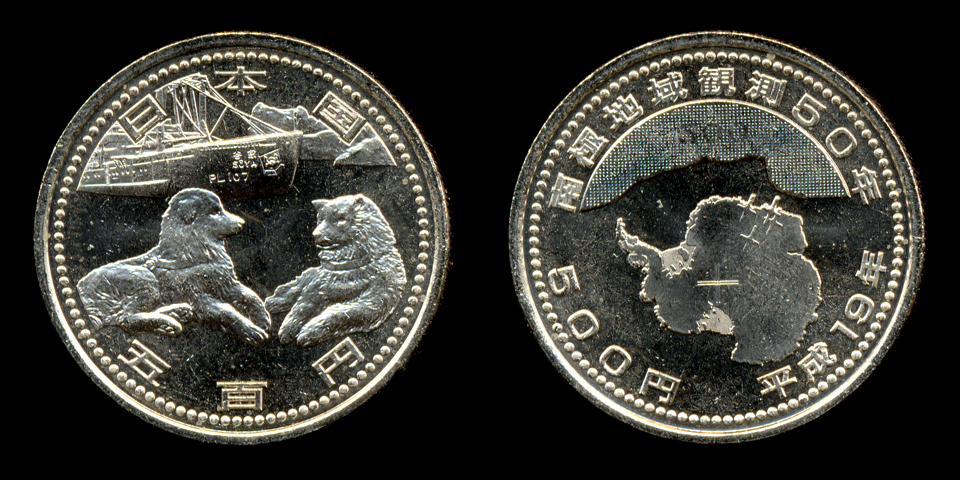
Таро и Дзиро на юбилейной монете в 500 иен, посвящённой 50-летию Японской антарктической исследовательской экспедиции

В феврале 1958 года второй антарктической экспедиции пришлось отказаться от планов по высадке в Антарктике на острове Ист-Онгуль из-за серьёзного ухудшения погодной обстановки. Изначальная цель состояла в том, чтобы заменить группу людей (11 человек) из первой экспедиции, находившуюся в это время на антарктической базе Сёва. По мере того, как ледокол «Соя» приближался к пункту назначения, погодные условия заметно ухудшались, сделав невозможным полноценный доступ к базе. Поэтому командованием корабля было принято решение не заменять группы, а попросту эвакуировать первую группу на ледокол и вернуться в Японию. Поскольку на ледоколе был спасательный вертолет, группу из 11 человек успешно эвакуировали с антарктической базы, но им пришлось оставить на базе 15 собак, сахалинских лаек, поскольку вес людей и собак был слишком велик для вертолета. Собак привязали к цепи, чтобы они не разбежались и дождались возвращения вертолета для их эвакуации. К сожалению, по возвращению на ледокол стало ясно, что топлива на второй рейс у вертолета не хватит. В январе следующего 1959 года прибывшая третья антарктическая экспедиция обнаружила, что из 15 оставленных на базе собак выжили только два пса — братья Таро́ и Дзиро́. 13 собак погибли: пять не смогли сорваться с привязи; тела восьми не найдены. Собаки прожили 11 месяцев (включая зиму), охотясь на пингвинов и тюленей; трупы погибших собак не были съедены.
По японской традиции, из собак-героев Таро и Дзиро после их смерти были сделаны чучела и выставлены в качестве музейных экспонатов: Таро — в университете Хоккайдо, а Дзиро — в Токио, в Национальном научном музее в парке Уэно, рядом с чучелом знаменитого Хатико. Их изображения помещены также на реверсе юбилейной монеты в 500 иен, выпущенной к 50-летию Японской антарктической исследовательской экспедиции.
Этот эпизод был экранизирован в вышедшем в 1983 году фильме «Антарктическая история» (яп. 南極物語, Нанкёку мононатари), а также в телевизионном сериале «Антарктида» (яп. 南極大陸 Нанкёку тайрику, 2011) и в американском фильме «Белый плен» (2005).　